# Drosophila divaricata
Drosophila divaricata är en tvåvingeart som tillhör undersläktet Hawaiian Drosophila och är endemisk för Oahu, en av Hawaiiöarna.

## Taxonomi och släktskap
Drosophila distinguenda beskrevs av Elmo Hardy och Kenneth Y. Kaneshiro 1971. Arten ingår i släktet Drosophila, undersläktet Hawaiian Drosophila, artgruppen Drosophila grimshawi och artundergruppen Drosophila distinguenda.

## Utseende
D. distinguenda är till utseendet ett mellanting mellan de närbesläktade arterna Drosophila distinguenda och Drosophila inedita. Dessa tre arter är de tre medlemmar som ingår i artundergruppen Drosophila distinguenda. Artens kroppslängd är 4,7 mm och vingspannet är 4,8-5,0 mm. Utöver könsorganen har hannar och honor samma utseende.

## Utbredning
Arten är endemisk för ön Oahu som är en av Hawaiiöarna. Arten har hittats i samma dal som de närbesläktade arterna D. distinguenda och D. inedita.